# Descobrir Catalunya
Descobrir Catalunya és una revista de turisme i viatges en llengua catalana, de periodicitat mensual i que pertany a Sàpiens sccl, empresa cooperativa que forma part de Grup Cultura 03. Fundada el 1997, és una revista de referència pel turisme interior de Catalunya. Es distribueix a Catalunya, el País Valencià i les Illes Balears i és editada per Sàpiens Publicacions.
Descobrir Catalunya es caracteritza per la fotografia de qualitat i ofereix reportatges sobre tota la geografia catalana. Els seus articles tracten una àmplia varietat temàtica que inclou, entre d'altres, la descripció de paisatges, rutes, festes, pobles, tradicions, patrimoni, gent, gastronomia i natura.
Segons l'Oficina de Justificació de la Difusió (OJD), en el període 2010-2011 Descobrir Catalunya va tenir una tirada mitjana de 20.914 exemplars i una mitjana de vendes de 14.737 exemplars. El Baròmetre de la Comunicació i la Cultura, impulsat per la fundació Fundació Audiències de la Comunicació i la Cultura, va donar a Descobrir Catalunya 72.000 lectors mensuals.

## Història
La revista Descobrir Catalunya va sortir al carrer al març de 1997. Es tractava d'un nou concepte de publicació adreçat a un lector que valorava el turisme de proximitat, el descobriment del propi país i el plaer de viatjar.
El primer número del Descobrir Catalunya, publicat al març del 1997, va estar dedicat a la comarca del Berguedà. Diversos reportatges apropen el lector a aquest "país de muntanyes", des de Queralt fins a Puigllançada i de Catllaràs al Cadí.
Amb els anys, Descobrir Catalunya ha recorregut tota la trama geogràfica nacional catalana a través d'una mirada nova i actual centrant-se els valors culturals (paisatgístics, arquitectònics, festius, gastronòmics, etc.) que la caracteritzen. Avui en dia és la revista líder de l'àmbit de la geografia i els viatges al nostre país i una de les principals publicacions de divulgació en llengua catalana.
El desembre de 2010 va celebrar la publicació del seu número 150, amb la presentació de l'exposició "El país de les emocions" al Palau Robert de Barcelona. L'exposició aplegà més de 200 fotografies i articles d'escriptors, en un viatge visual i periodístic que submergí els visitants en un territori de paisatges ple de contrastos.
A l'estiu del 2012 van publicar l'únic monogràfic de la revista, la "Guia de vacances 2012. Les millors propostes per gaudir d'un estiu inoblidable", coincidint amb el número 170 de la publicació.

## Directors
- Eduard Voltas (1996-2000)[11]
- Lara Toro (2000-2002)
- Raimon Portell
- Joan Morales (des del 2006 fins a l'actualitat)[12]

## Premis i reconeixements
- 2002: Premi a la Normalització Lingüística atorgat per l'Ateneu d'Acció Cultural (dissetena edició).[13]
- 2009: Premi Cristina Requena de periodisme, convocat per la Fundació Ciutat de Valls, pel reportatge sobre la comarca de l'Alt Camp publicat al nº 129.[14]
- 2009: Guanyadora de la 20a edició dels premis turístics internacionals "Pica d'Estats" per un reportatge fotogràfic sobre els rituals d'aparellament del cérvol a la reserva de caça de Boumort, situada al Pallars Jussà, Pallars Sobirà i Alt Urgell.[15]
- 2010: IX Premi de Promoció de l'Agència Catalana de Turisme (ACT) per la qualitat dels seus reportatges, en la categoria de millor treball periodístic que fomenti el turisme en Catalunya. L'entrega del premi coincidí amb la publicació del commemoratiu nº 150, que comptà amb la col·laboració dels escriptors Pep Coll, Empar Moliner, Llucia Ramis i Jordi Puntí.[16]
- 2011: 25è Premi de Periodisme Mañé i Flaquer (concedit per l'Ajuntament de Torredembarra) pel reportatge "País d'arròs. El pla perfecte: gastronomia, paisatge i cultura", publicat al nº 161 de la revista (octubre del 2011).[17]
- 2012: Premi Eugeni Molero de periodisme imprès pel dossier "Garraf romàntic" (publicat el desembre del 2012).[18]